# Defensa (derecho)

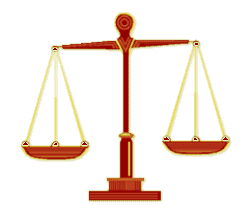
Representación simbólica de la balanca de la justicia.

La defensa es el derecho que tiene toda persona, contra la cual se ejercitó una acción, de repeler esta, demostrando su falta de fundamentos. Considerando este derecho en su actuación, comprende todo lo que se alega por un demandado para sostener su derecho (o probar que no existe en el actor) o su inocencia. Tiene una estrecha relación con conceptos jurídicos como el del habeas corpus o la legítima defensa. Es un derecho ejercitado generalmente por medio de los abogados.
El objeto de la defensa se encuentra en igualar en condiciones jurídicas a las partes dentro del proceso y otorgar al demandado o acusado la posibilidad de esgrimir los hechos y argumentos en contra de lo que exige su contraparte.

## Defensa civil
En una contienda civil, el demandado o sus abogados contestan a las acciones exigidas por el demandante, también llamado actor, mediante la interposición de un escrito de contestación de demanda, en la que se puede hacer uso de las siguientes posibilidades ya sea separada o conjuntamente:
- Interponiendo excepciones establecidas en ley que impidan las acciones del demandante.
- Interponiendo acciones diferentes que creen una especie de compensación. A esto se denomina reconvención.
- Negando el fundamento de las acciones del actor.

La defensa se continúa a través de las subsecuentes etapas procesales que correspondan a través de la interposición de escritos o realizando los actos tendientes a finalizar el proceso y conseguir una sentencia favorable, en caso contrario, la defensa seguirá por los medios de impugnación o recursos correspondientes establecidos en cada legislación.